# (34445) 2000 SX73
2000 SX73 (asteroide 34445) é um asteroide da cintura principal. Possui uma excentricidade de 0.13173030 e uma inclinação de 13.65928º.
Este asteroide foi descoberto no dia 24 de setembro de 2000 por LINEAR em Socorro.